# Kamerový jeřáb
Kamerový jeřáb je specializované zařízení sloužící ke kontrolovanému pohybu kamery. Skládá se z podstavy (stativu) a hlavního ramene, fungujícího na principu jednoduché páky. Na spodním konci je umístěno protizávaží, jež vyrovnává posun těžiště. Jeřáb pomáhá filmařům odkrývat perspektivu tak, aby divákovi nabídl atraktivnější pohled než z výšky pohledu očí. Záběry jsou zajímavé především měnící se perspektivou pohledu. Tato zařízení lze rozdělit několika  způsoby. Nezákladnější rozdělení je na teleskopické a s pevným ramenem. Tedy hlavní nosné rameno se buď může plynule vysunovat a zvětšit rozsah pohybu v ose Z, nebo je pevné. U teleskopického jeřábu se také podle vysunutí mění poloha závaží, tak aby rameno zůstávalo vyvážené.

## Kamerové jeřáby malé s přímou obsluhou kamery
Malé kamerové jeřáby je zařízení jež měnící perspektivu ukazuje v omezeném rozsahu výšky dostupnosti kameramana. Tedy kameraman stojí stále za kamerou a přímo ji ovládá - může díky malému jeřábu plynule přecházet do nadhledů a podhledů. Má možnost zvýšit rozsah pohybu tím, že si pod nohy umístí stupně (schůdky) tak, aby možnost nadhledu, nebo pohledu z výšky byla větší. Lze ho umístit na pohyblivé zařízení na kolejích nebo nafukovacích kolech – kamerovou jízdu. Tak zvýší rozsah pohybu. Je to jedna z nejpoužívanějších technických sestav na natáčení. Obvykle se slangově tyto jeřáby označují jako minijib.

## Kamerové jeřáby velké s přímou obsluhou kamery
Velké kamerové jeřáby jsou zařízením v rozsahu 2 – 15 m délky ramene nesou s kamerou i kameramana. Ty větší dokážou vzít osoby dvě (s kameramanem se vozí i režisér). Tak kameraman může ovládat kameru ve stejném rozsahu jako na zemi. Operátor jeřábu podle pokynů jen zvedá a otáčí rameno podle záměru režiséra. Stejně jako ostatní typy mohou být umístěny na jízdě (koleje, nebo podvozek s koly).

## Kamerové jeřáby s dálkově ovládanou hlavou
K obsluze systému kamerového jeřábu s dálkově ovládanou hlavou je potřeba u větších jeřábů dvou operátorů a kameramana. Tato varianta se od předchozích liší tím, že operátor ovládá kameru ze země a kontroluje obraz pomocí monitoru. Tato varianta je velmi náročná na obsluhu a precizní vedení a kombinace pohybů vyžadují delší nácvik. Špičkoví operátoři trénují i několik let, než jsou výsledky opravdu dokonalé.

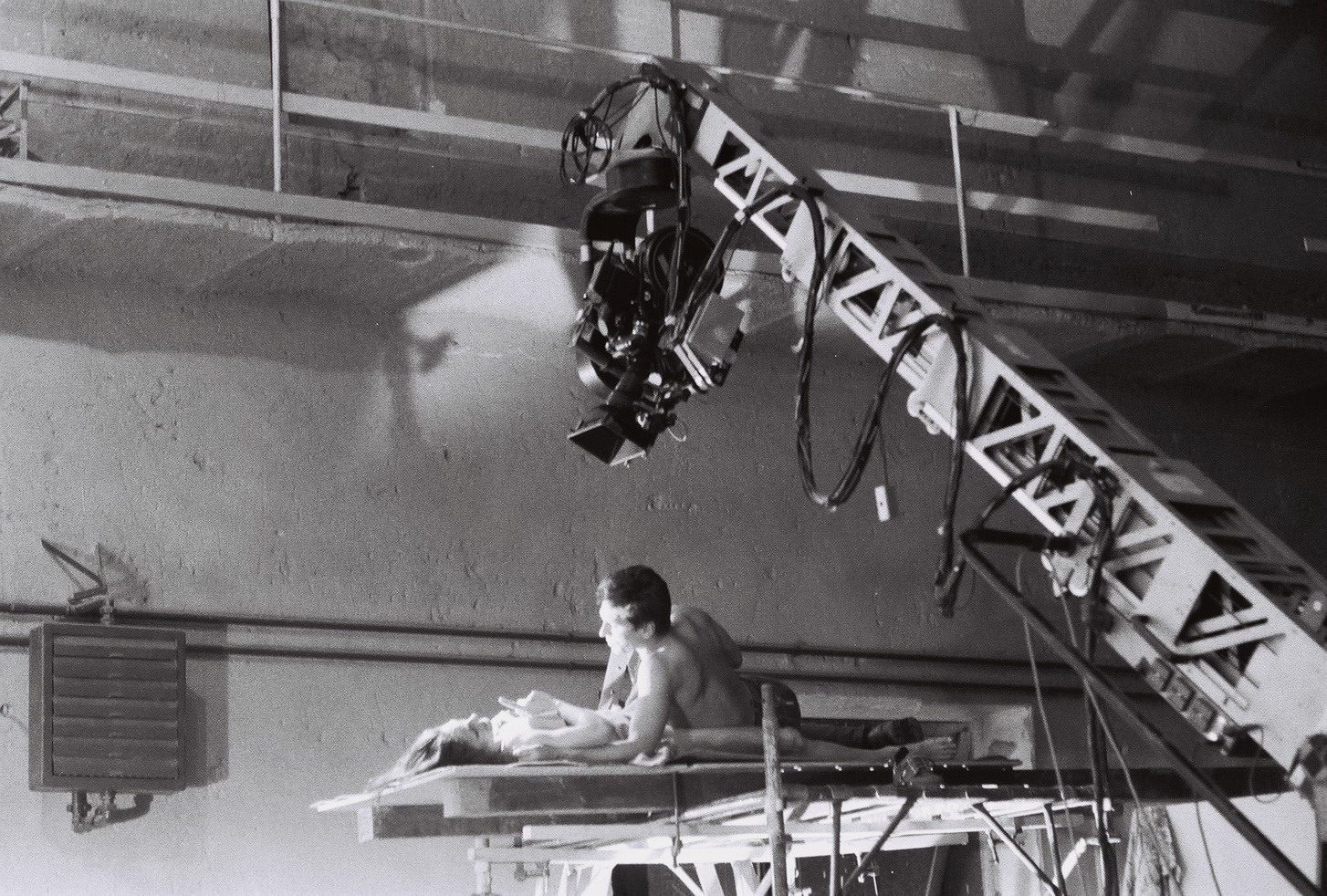

Výhodou tohoto systému, kromě odlehčení vrcholu jeřábu, je rozšířený rozsah pohybu jež kamera na stativové hlavě nemůže zvládnout. Kamera se totiž může dostat plynulým pohybem z horizontální polohy až do absolutního nadhledu, kdy objektiv kamery míří přímo dolů, záběr nazývaný jako tzv. top shot. V této poloze může kamera dokonce rotovat a tak umocňuje dramatické vyznění záběru. Tento hojně využívaný způsob snímání by s použitím stativové hlavy nebyl vůbec možný.

## Kamerové jeřáby s plným dálkovým ovládáním
Díky osazení všech pohyblivých částí motory je operátorem řízen kompletní pohyb (i vysunování) ramene a opět také hlavy. Tato varianta byla vyvinuta pro jeřáby jež jsou umístěny na automobilech a pro operátora je tak značně obsluha zjednodušena. Při jízdě může celé rameno rotovat o 360°, což je rozsah, který by u ramene ručně ovládaného operátorem nebyl možný.

## Kamerové jeřáby robotické
Protože je dnes trend natáčet pomocí klíčování (herci jsou nasnímáni na jednobarevném pozadí), vzniká potřeba přesně opakovaného pohybu ve více prostředích. Tedy pohyb ve studiu, tak i v reálném prostředí musí být stejný, aby se daly snímané obrazy přesně složit a divák tento trik neprohlédl. K tomu slouží robot, který pohyb dokáže opakovat stále dokola s absolutní přesností. Nejedná se tedy přímo o kamerový jeřáb, ale o robotickou ruku schopnou pohybovat kamerou v plném rozsahu.

## Příklady kamerových jeřábů
- Supertechno: https://web.archive.org/web/20131209165251/http://supertechno.com/gallery/product.html
- Panter Crane: http://www.panther.us/cms/en_fe_cranes.html#329 Archivováno 7. 5. 2011 na Wayback Machine.
- Movie Tech: http://www.movietech.de/
- JimyJib: http://www.jimmyjib.com/
- JonyJib: https://web.archive.org/web/20110624031615/http://www.jonyjib.com/jibs.html
- Milo: https://web.archive.org/web/20080914040715/http://www.mrmoco.com/index2.htm?sidebar.htm&%2FProducts%2FRigs%2Fmilo.htm